# Chyžník (Chyżne)
Chyžník (polsky Chyżnicki Potok na horním toku Jamów (Chyżny), slovensky Chyžný potok) je potok v Polsku a v hraniční oblasti Slovenska v severní části okresu Tvrdošín. Původně se jednalo o pravostranný přítok Černé Oravy ale po vybudování Oravské přehrady ústí do přehradní nádrže. Měří 10,5 km a je tokem V. řádu.

## Pramen
Pramení na území Slovenska severoseverozápadně od obce Hladovka v bažinatém prostředí hornooravských rašelinišť, v nadmořské výšce přibližně 664 m.

## Popis toku
Zhruba po 250 metrech od pramene odtéká na území Polska, kde teče jako Jamów Chyżny severozápadním směrem. Z pravé strany přibírá přítok z rašelinišť v lokalitě Urbarski Las a dále pokračuje již pod názvem Chyżne. Stáčí se na západ a výrazně zvlněným korytem protéká okrajem obce Chyżne a zleva přibírá Tokarku. Dále se stáčí severozápadním směrem, z levé strany přibírá přítok vznikající nedaleko státní hranice západně od obce Chyżnik a od soutoku s ním už teče po státní hranici. Zleva přibírá ještě krátký přítok z území Slovenska z lokality Surdíky a v nadmořské výšce cca 600 m n. m. ústí do Oravské přehrady.